# Lord of the Lost
Lord of the Lost es una banda alemana de metal gótico procedente de Hamburgo y creada en 2007 como un proyecto en solitario en manos del músico Chris "The Lord" Harms, quien anteriormente había sido cantante y guitarrista del grupo de rock Philiae y también guitarrista y segundo vocalista del grupo de glam metal The Pleasures. Inicialmente el proyecto se llamaba Lord y tras publicar las primeras canciones en MySpace recibió críticas bastante positivas. Sin embargo Chris dejaría claro que necesitaría más músicos para poder tocar su música en vivo. Poco después conseguiría reclutar a una banda entera y además cambiaría el nombre del grupo inicial por el actual para evitar conflictos con Lordi y The Lords (una banda alemana de los 70). 
Actualmente han publicado un total de cuatro EP y siete discos de estudio, además de algunos recopilatorios y discos en vivo. Inicialmente publicaban su música bajo el sello Out Of Line Music y actualmente están fichados por Napalm Records. También han dado una gran cantidad de conciertos por Alemania y el Reino Unido (como teloneros de KMFDM), algunos de ellos en festivales internacionales como el M'era Luna Festival, Wave-Gotik-Treffen y el Wacken Open Air.
En 2023, representaron a Alemania en el Festival de la Canción de Eurovisión con la canción "Blood & Glitter".

## Formación

### Actual
- Chris "The Lord" Harms – voces, guitarras y violonchelo
- Class Grenayde (Klaas Helmecke) (desde 2008) – bajo
- Gared Dirge (Gerrit Heinemann) (desde 2010) – piano, teclados, percusiones, guitarras y theremín
- π (Pi Stoffers) (desde 2016) – guitarras
- Niklas Kahl (desde 2017) – batería
- Benjamin Mundigler (desde 2024) - guitarras, teclados y coros

### Antiguos miembros
- Sensai (2008–2010) – guitarras
- Sebsta Lindström (2008–2011) – guitarras
- Any Wayst (2008–2011) – batería
- Bo Six (Borislav Crnogorac) (2009–2016) – guitarras
- Disco (Christian Schellhorn) (2012–2014) – batería
- Tobias Mertens (2014–2017) – batería

## Discografía

### Discos de estudio
- 2010: Fears
- 2011: Antagony
- 2012: Die Tomorrow
- 2014: From the Flame Into the Fire
- 2016: Empyrean
- 2018: Thornstar
- 2021: Judas
- 2022: Blood & Glitter
- 2023: Weapons of Mass Seduction

### Recopilatorios y discos en vivo
- 2013: We Give Our Hearts (Live auf St. Pauli)
- 2015: Swan Songs (Acoustic/Classical)
- 2015: A Night to Remember - Live Acoustic in Hamburg
- 2017: Swan Songs II
- 2018: Confession: Live at Christuskirche
- 2019: Till Death Us Do Part
- 2020: Swan Songs III

### EP
- 2012: Beside & Beyond
- 2014: MMXIV
- 2015: Full Metal Whore
- 2016: Eisheilige Nacht 2016

### Sencillos
- 2009: "Dry the Rain"
- 2011: "Sex on Legs"
- 2012: "Die Tomorrow"
- 2013: "See You Soon"
- 2014: "Afterlife"
- 2014: "La Bomba"
- 2014: "Six Feet Underground"
- 2016: "The Love of God"
- 2016: "In Silence"
- 2016: "Raining Stars"
- 2017: "Waiting for You to Die"
- 2017: "Lighthouse"
- 2017: "The Broken Ones"
- 2018: "On This Rock I Will Build My Church"
- 2018: "Black Halo"
- 2018: "Morgana"
- 2019: "Loreley"
- 2019: "Till Death Us Do Part"
- 2019: "Ruins"
- 2020: "Under The Sun"
- 2020: "A One Ton Heart"
- 2020: "A Splintered Mind"
- 2020: "Dying on the Moon" (feat. Joy Frost)
- 2021: "The Death of All Colours"
- 2021: "Priest"
- 2021: "For They Know Not What They Do"
- 2021: "The Gospel of Judas"
- 2021: "Viva Vendetta"
- 2021: "My Constellation"
- 2022: "The heartbeat of the devil"
- 2022: "A World Where We Belong"
- 2022: "Blood & Glitter"
- 2023: "Leave Your Hate in the Comments"